# Remake Our Life!
Remake Our Life! (ぼくたちのリメイク, Bokutachi no Rimeiku) est une série de light novel japonaise écrite par Nachi Kio et illustrée par Eretto. Media Factory édite douze volumes entre mars 2017 et mars 2023 sous le label MF Bunko J. Une adaptation en manga par Bonjin Hirameki est prépubliée dans le Suiyōbi no Sirius de Kodansha de novembre 2018 à septembre 2019, avant d'être déplacée dans Magazine Pocket où elle termine sa parution en avril 2022. Le septième et dernier volume relié paraît le 9 mai 2022. Une série dérivée paraît sous le titre Bokutachi no Remake Ver.β. Une adaptation en série d'animation produite par le studio Feel est diffusée entre juillet et septembre 2021.

## Synopsis
Hashiba Kyouya est un jeune développeur de jeux vidéo. Il perd son travail lorsque l'entreprise qui l'emploie fait faillite et n'a d'autre choix que de retourner dans sa ville natale. Il s'endort en se lamentant sur ses échecs. Lorsque Kyouya se réveille, il découvre qu'il a voyagé dix ans en arrière, avant son entrée à l'université. Profitera-t-il de cette opportunité pour arranger les choses ?

## Personnages
Kyouya Hashiba (橋場 恭也, Hashiba Kyōya)
Voix japonaise : Masahiro Itō 
Kyouya est un chômeur de 28 ans de la préfecture de Nara qui quitte son emploi de salarié pour son emploi de rêve chez un développeur de jeux bishōjo qui fait rapidement faillite. Il fait alors un retour dix ans dans le passé, au moment où il vient de réussir l'examen d'entrée à l'Université des Arts d'Ōnaka. Il décide de refaire sa vie pour être un meilleur créateur de jeux. Il vit à Kitayama avec Aki Shino, Nanako Kogure et Tsurayuki Rokuonji.
Aki Shino (志野 亜貴, Shino Aki)
Voix japonaise : Aoi Koga 
Résidente de Share House Kitayama, Shino est une fille originaire d'Itoshima . Elle est surnommée « Shinoaki » par les résidents de la maison partagée bien qu'il s'agisse d'un nom masculin. Elle a une petite silhouette et parfois un tempérament calme et maternel. Dans le présent, elle utilise le pseudonyme Shino Akishima (秋島シノ, Akishima Shino), une illustratrice célèbre que Kyouya adore. Dans l'une des chronologies, elle est mariée à Kyouya et a une fille ensemble.
Nanako Kogure (小暮 奈々子, Kogure Nanako)
Voix japonaise : Aimi 
Résidente de Share House Kitayama venue de la préfecture de Shiga, Nanako est une fille a l'apparence d'une gyaru, mais est en fait une fille innocente. Dans le présent, elle est une chanteuse populaire active sous le nom de scène N@NA. Elle développe des sentiments pour Kyouya. Dans la chronologie où Kyouya et Aki se marient, elle envisage de mettre fin à sa carrière de chanteuse en raison d'un manque de succès, mais décide de continuer en s'inspirant de lui.
Tsurayuki Rokuonji (鹿苑寺 貫之, Rokuonji Tsurayuki)
Voix japonaise : Haruki Ishiya 
Un résident de Share House Kitayama. Malgré la façon dont il agit, il est doué pour l'écriture de scénarios. Dans le présent, il est connu comme un écrivain populaire de romans légers sous le pseudonyme Kyouichi Kawagoe (川越京一, Kawagoe Kyōichi)  . Dans la chronologie où Kyouya et Aki se souviennent, il décide de ne pas poursuivre une carrière d'écrivain.
Eiko Kawasegawa (河瀬川 英子, Kawasegawa Eiko)
Voix japonaise : Nao Tōyama 
Un étudiant à l'Université des Arts d'Ōnaka que Kyouya rencontre avant son retour dans le temps, planificateur de projets de jeux vidéo.

## Productions et supports

### Light novels
La série de light novel est éditée au Japon par Kadokawa. Douze volumes sont parus au 25 mars 2023.

#### Remake Our Life!
| no | Japonais                                                                                              | Japonais          | Japonais          |
| no | Titre                                                                                                 | Date de sortie    | ISBN              |
| -- | --- | ----------------- | ----------------- |
| 1  | Jūnenmae ni modotte kurieitā ni narou! (十年前に戻ってクリエイターになろう！)                         | 25 mars 2017      | 978-4-04-069142-8 |
| 2  | Jūnenmae ni modotte honki ni nareru mono o mitsukeyou! (十年前に戻って本気になれるものを見つけよう！) | 25 juillet 2017   | 978-4-04-069339-2 |
| 3  | Kyōtsū rūto shūryōnōshirase (共通ルート終了のお知らせ)                                                | 25 novembre 2017  | 978-4-04-069553-2 |
| 4  | `I tte rasshai' (「いってらっしゃい」)                                                                | 25 avril 2018     | 978-4-04-069853-3 |
| 5  | Boku-tachi ni tarinaimono (ぼくたちに足りないもの)                                                    | 25 septembre 2018 | 978-4-04-065162-0 |
| 6  | Appurōdo-bi: 9 Tsuki 1-nichi (アップロード日：９月１日)                                               | 25 mars 2019      | 978-4-04-065632-8 |
| 7  | Mono o tsukuru to iu koto (ものをつくるということ)                                                    | 25 décembre 2019  | 978-4-04-064262-8 |
| 8  | Hashiba Kyōya (橋場恭也)                                                                              | 25 novembre 2020  | 978-4-04-680014-5 |
| 9  | Kaibutsu no hajimari (怪物のはじまり)                                                                 | 21 juillet 2021   | 978-4-04-680608-6 |
| 10 | Endorōru (エンドロール)                                                                               | 21 juillet 2021   | 978-4-04-680997-1 |
| 11 | Mudana koto nanka hitotsu datte (無駄なことなんかひとつだって)                                        | 22 septembre 2022 | 978-4-04-681659-7 |
| 12 | Okaerinasai (おかえりなさい)                                                                          | 25 mars 2023      | 978-4-04-682323-6 |

#### Bokutachi no Remake β
Une série dérivée est publiée le 24 août 2019. Il s'agit d'une histoire alternative dans laquelle Kyouya n'est jamais revenu dix ans dans le passé et se bat pour se frayer un chemin dans l'industrie du jeu avec Eiko Kawasegawa.
| no | Japonais       | Japonais          |
| no | Date de sortie | ISBN              |
| -- | -------------- | ----------------- |
| 1  | 24 août 2019   | 978-4-04-065920-6 |
| 2  | 25 juin 2020   | 978-4-04-064728-9 |
| 3  | 24 avril 2021  | 978-4-04-680393-1 |

### Manga
Une adaptation en manga par Bonjin Hirameki est prépubliée dans le Suiyōbi no Sirius de Kodansha de novembre 2018 à septembre 2019, avant d'être déplacée dans Magazine Pocket où elle termine sa parution en avril 2022. Le septième volume relié paraît le 9 mai 2022.
| no | Japonais         | Japonais          |
| no | Date de sortie   | ISBN              |
| -- | ---------------- | ----------------- |
| 1  | 9 avril 2019     | 978-4-06-515175-4 |
| 2  | 9 septembre 2019 | 978-4-06-516858-5 |
| 3  | 25 juin 2020     | 978-4-06-519727-1 |
| 4  | 25 novembre 2020 | 978-4-06-521411-4 |
| 5  | 8 juillet 2021   | 978-4-06-522970-5 |
| 6  | 7 octobre 2021   | 978-4-06-524779-2 |
| 7  | 9 mai 2022       | 978-4-06-527856-7 |

### Anime
Une adaptation en série d'animation est annoncée le 20 décembre 2019. La série est animée par le studio Feel et réalisée par Tomoki Kobayashi, Nachi Kio s'occupant des scripts, Kōsuke Kawamura concevant les personnages et Frontwing produisant la série. Seima Kondo et Yusuke Takeda composent la musique de la série. Elle est diffusée du 3 juillet au 25 septembre 2021 sur Tokyo MX et d'autres chaînes,. Poppin'Party interprète la chanson thème d'ouverture de la série intitulée Koko kara Saki wa Uta ni Naranai (ここから先は歌にならない, litt. « À partir de maintenant, ce ne sera plus une chanson »), tandis qu'Argonavis interprète la chanson thème de fin de la série Kanōsei (可能性, litt. « Possibilité »). Crunchyroll diffuse la série en dehors de l'Asie. Medialink possède les droits de la série pour les territoires d'Asie du Sud et d'Asie du Sud-Est, et la diffuse sur sa chaîne YouTube Ani-One at sur iQIYI. La société offre également l'anime à Animax Asia pour les sorties télévisées.

### Liste des épisodes
| No                                                        | Titre français                   | Titre japonais           | Titre japonais               | Date de 1re diffusion |
| No                                                        | Titre français                   | Kanji                    | Rōmaji                       | Date de 1re diffusion |
| --------------------------------------------------------- | -------------------------------- | ------------------------ | ---------------------------- | --------------------- |
| 1                                                         | Tout est foutu                   | なにもかもダメになって   | Nanimokamo dame ni natte     | 3 juillet 2021        |
| 2                                                         | Revenir 10 ans en arrière        | 10年前に戻ってきて       | Jū-nen mae ni modotte kite   | 10 juillet 2021       |
| 3                                                         | Qui suis-je ?                    | ぼくは何者なんだろうって | Boku wa nanimono nan darōtte | 17 juillet 2021       |
| 4                                                         | Réfléchir à ce que je peux faire | できることを考えて       | Dekiru koto o kangaete       | 24 juillet 2021       |
| 5                                                         | Révéler mes sentiments           | 自分の思いを打ちあけて   | Jibun no omoi o uchiakete    | 31 juillet 2021       |
| 6                                                         | Je devais le sortir de là        | なんとかしようって       | Nantoka shiyōtte             | 7 août 2021           |
| 6.5                                                       | Récapitulatif                    | 総集編                   | Sōshūhen                     | 14 août 2021          |
| épisode résumant les événements des six premiers épisodes |                                  |                          |                              |                       |
| 7                                                         | Faire face aux choses difficiles | いやなことも引きうけて   | Iya na koto mo hikiukete     | 21 août 2021          |
| 8                                                         | Atteindre ses objectifs          | 『結果』を出して         | "Kekka" o dashite            | 28 août 2021          |
| 9                                                         | Être confronté à ses erreurs     | 見せつけられて           | Misetsukerarete              | 4 septembre 2021      |
| 10                                                        | Savoir rester à sa place         | 思い知らされて           | Omoishirasarete              | 11 septembre 2021     |
| 11                                                        | Se résigner                      | 覚悟を決めて             | Kakugo o kimete              | 18 septembre 2021     |
| 12                                                        | Se tourner vers l'avenir         | もういちど前を向いた     | Mō ichido mae o muita        | 25 septembre 2021     |

## Accueil
La série de light novels se classe sixième en 2018 et septième en 2019 dans le guide annuel des light novels de Takarajimasha Kono Light Novel ga Sugoi!, dans la catégorie bunkobon.